# Thousand Eyes
Thousand Eyes ist eine im Jahr 2011 gegründete Melodic-Death-Metal-Band aus Japans Hauptstadt Tokio.

## Geschichte
Thousand Eyes wurde im Oktober des Jahres 2011 von Gitarrist Kouta und Sänger Kubota Dōgen von Afterzero als ein Musikprojekt gegründet. Bereits im Folgejahr beschloss das Duo aus dem Projekt eine vollwertige Band zu formen, sodass mit Akira, Juhki und Toru ein Bassist, ein zweiter Gitarrist und ein Schlagzeuger drei weitere Musiker aufgenommen wurden. Im Dezember des Jahres 2012 unterschrieb die Gruppe einen Vertrag mit dem japanischen Musiklabel Spiritual Beast und veröffentlichte im März des darauffolgenden Jahres mit Bloody Empire ihr Debütalbum, welches auf Platz 295 in den japanischen Albumcharts von Oricon einsteigen konnte. Einen Monat nach der Herausgabe des Debütwerkes stieg Juhki aus der Band aus und wurde durch Fumiya am Schlagzeug ersetzt.
Nachdem die Gruppe im Jahr 2014 aufgrund von Dōgens gesundheitlichen Problemen pausieren musste, erschien im Jahr 2015 mit Endless Nightmare das zweite Album der Gruppe über Spiritual Beast und positionierte sich auf Platz 79 der nationalen Musikcharts. Im Dezember des Jahres 2017 starteten die Musiker mit Bloody Empire ihr eigenes Plattenlabel und brachten im Februar 2018 ihr drittes Album Day of Salvation heraus, welches mit Platz 25 ebenfalls eine Notierung in Japans Musikcharts erreichen konnte. Im Januar 2019 verließ Fumiya die Band und wurde durch Yūto Sugano am Schlagzeug ausgetauscht.

## Weitere Projekte
Yūto Sugano und Kouta spielen gemeinsam in der Melodic-Death-Metal-Band Devil Within. Sugano und Sänger Kubota Dōgen sind überdies bei Undead Corporation aktiv.

## Diskografie
- 2013: Bloody Empire (Album, Spiritual Beast)
- 2015: Endless Nightmare (Album, Spiritual Beast)
- 2018: Day of Salvation (Album, Bloody Empire)